# Baiba Rozentāle
Baiba Rozentāle (ur. 13 sierpnia 1955 w Kiesiu) – łotewska lekarka i polityk, radna Rygi, w latach 2009–2010 minister zdrowia w pierwszym rządzie Valdisa Dombrovskisa.

## Życiorys
W 1979 ukończyła studia medyczne w Ryskim Instytucie Medycznym, zaś w 1995 uzyskała doktorat z dziedziny nauk medycznych na Łotewskiej Akademii Medycznej. W 2001 i 2006 obejmowała kolejne stanowiska profesorskie. Specjalizowała się w zakresie hepatologii, podjęła praktykę w ryskich szpitalach. Objęła funkcję dyrektora Latvijas Infektoloģijas centrs. Jako nauczyciel akademicki związana z Uniwersytetem Stradiņša w Rydze. Uzyskała członkostwo w międzynarodowych i krajowych towarzystwach naukowych branży medycznej. Była przewodniczącą komisji etyki w łotewskim towarzystwie lekarskim.
W 2001 uzyskała mandat radnej Rygi z ramienia LSDSP. W wyborach europejskich w 2004 bez powodzenia ubiegała się o mandat poselski z ramienia socjaldemokracji, a w 2005 o reelekcję do rady miejskiej. W wyborach w 2006 kandydowała bezskutecznie do Sejmu z listy Partii Ludowej, a w wyborach w 2010 z ramienia bloku O lepszą Łotwę. W latach 2009–2010 sprawowała urząd ministra zdrowia w rządzie Valdisa Dombrovskisa.
W 2011 przystąpiła do Centrum Zgody. W wyborach samorządowych w 2013 została ponownie radną Rygi z listy SC. Utrzymała mandat na kolejną kadencję również w 2017.
Odznaczona Orderem Trzech Gwiazd (2004).